# Sybra ornaticollis
Sybra ornaticollis là một loài bọ cánh cứng trong họ Cerambycidae.